# Eensleutelsysteem
Een eensleutelsysteem houdt in dat één sleutel gebruikt wordt voor meerdere toepassingen. In auto's is een eensleutelsysteem heel gebruikelijk, met één sleutel worden de portieren en de kofferruimte geopend, en wordt de auto gestart. Bij moderne toermotorfietsen met koffersets wordt ook nog slechts één sleutel gebruikt voor koffers, contactslot, helmslot en stuurslot. BMW bracht als eerste motorfietsfabrikant dit systeem op de markt toen in 1977 de /7 Serie werd herzien.